# Sorkhebān-e Soflá
Sorkhebān-e Soflá (persiska: سرخبان سفلی) är en ort i Iran.   Den ligger i provinsen Kermanshah, i den nordvästra delen av landet, 500 km väster om huvudstaden Teheran. Sorkhebān-e Soflá ligger 1 027 meter över havet och antalet invånare är 268.
Terrängen runt Sorkhebān-e Soflá är kuperad österut, men västerut är den bergig. Sorkhebān-e Soflá ligger nere i en dal. Runt Sorkhebān-e Soflá är det ganska glesbefolkat, med 34 invånare per kvadratkilometer. Närmaste större samhälle är Javānrūd, 17,7 km öster om Sorkhebān-e Soflá. Trakten runt Sorkhebān-e Soflá består i huvudsak av gräsmarker.